# Placówki dyplomatyczne i konsularne w Polsce: J
Stan na: 23 grudnia 2024

## Jamajka
Brak placówki – Polskę obsługuje Ambasada Jamajki w Berlinie (Niemcy).

## Japonia

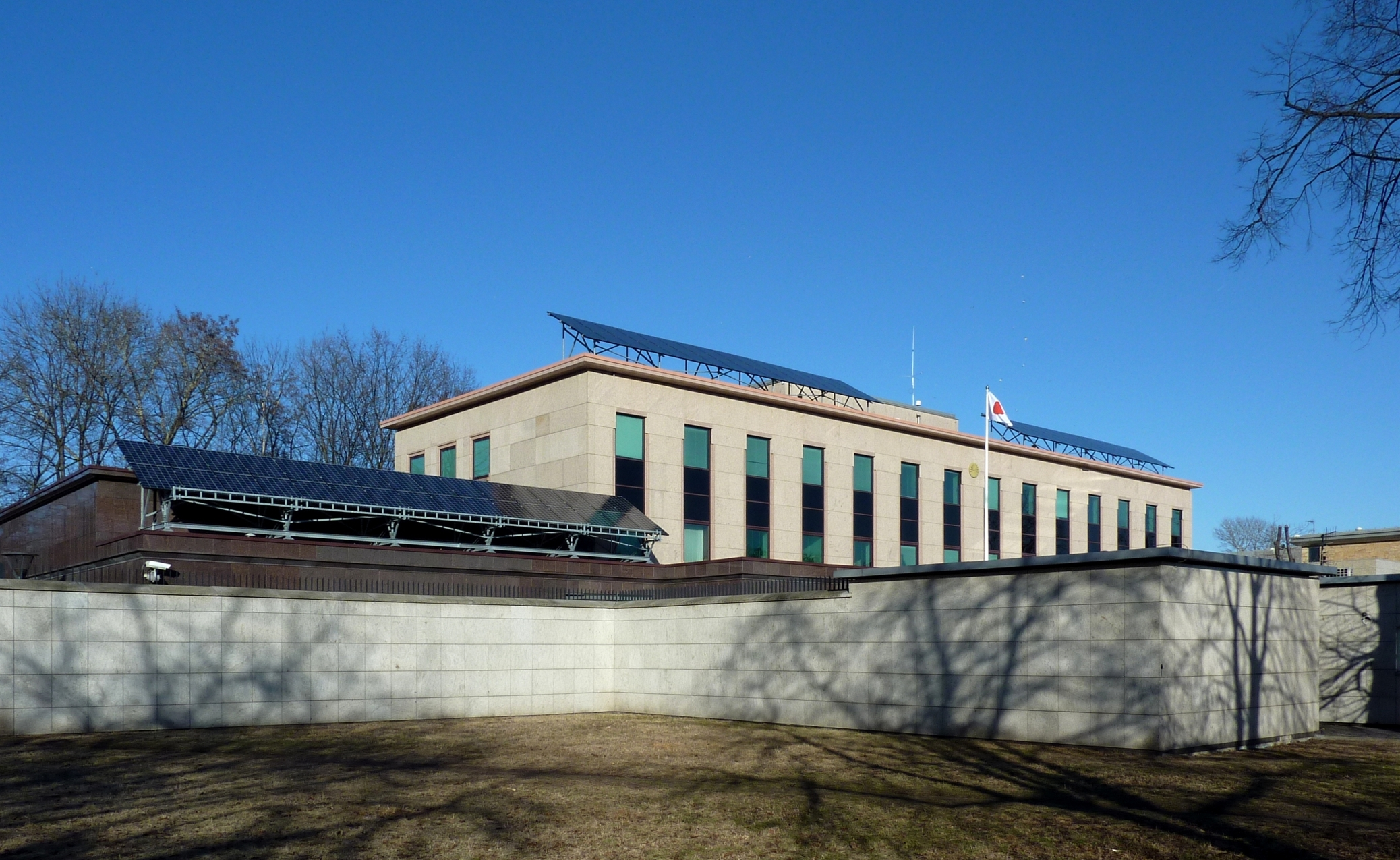
Ambasada Japonii przy ulicy Szwoleżerów w Warszawie

Ambasada Cesarstwa Japonii w Warszawie
- szef placówki: Akira Kono (ambasador)
- Strona oficjalna

Honorowy Konsulat Generalny Cesarstwa Japonii w Krakowie
- szef placówki: Krzysztof Ingarden (honorowy konsul generalny)

## Jemen

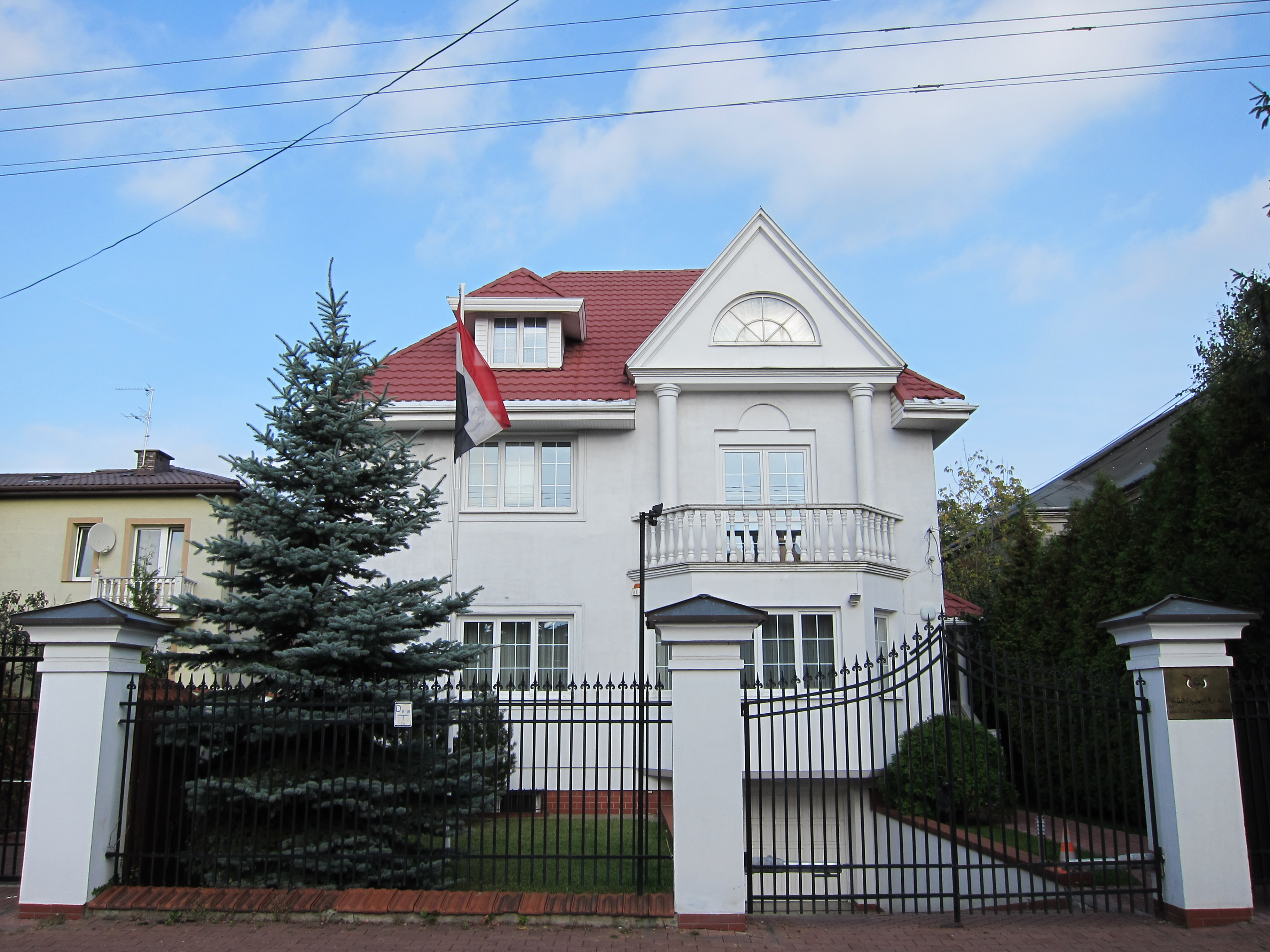
Ambasada Jemenu w Warszawie

Ambasada Republiki Jemeńskiej w Warszawie
- szef placówki: Mervat Mojali (ambasador)
- Strona oficjalna

## Jordania
Brak placówki – Polskę obsługuje Ambasada Jordańskiego Królestwa Haszymidzkiego w Berlinie (Niemcy).